# Asplundia peruviana
Asplundia peruviana är en enhjärtbladig växtart som beskrevs av Gunnar Wilhelm Harling. Asplundia peruviana ingår i släktet Asplundia och familjen Cyclanthaceae. Inga underarter finns listade.